# Myrcia aliena
Myrcia aliena är en myrtenväxtart som beskrevs av Mcvaugh. Myrcia aliena ingår i släktet Myrcia och familjen myrtenväxter. Inga underarter finns listade i Catalogue of Life.